# Mamikhan Oumarov
 (septembre 2024).
Mamikhan Umarov (en allemand : Martin Beck ; 17 mars 1977 - 4 juillet 2020) était un blogueur autrichien d'origine tchétchène, également connu sous le nom d'Anzor de Vienne. C'était un émigré politique. Il était connu comme un ardent opposant et critique des activités de Ramzan Kadyrov à la tête de la République tchétchène en Russie. Le 4 juillet 2020, il a été abattu à Vienne par un agent russe,.

## Biographie
Né le 17 mars 1977, dans la ville d'Argoun, district de Chali, RSSA tchétchène-ingouche. Il avait un frère et deux sœurs : le frère a été tué par les forces de sécurité.
Entre la première et la deuxième guerre de Tchétchénie, Oumarov était enquêteur au ministère de la Sécurité d'État de la charia de la République tchétchène d'Itchkérie. Après le retour de la Tchétchénie sous le contrôle des autorités fédérales russes, Oumarov a été arrêté à plusieurs reprises et battu lors des interrogatoires. Cela a influencé sa décision de quitter la Russie pour l’Autriche. En 2005, Oumarov a déménagé en Autriche en raison de menaces de mort.

### Émigration
Il a obtenu l'asile politique et est devenu citoyen autrichien. Depuis 2008, il collabore avec les services secrets autrichiens. Il est devenu connu parmi le public tchétchène comme l'auteur d'un blog vidéo politique comptant plus de 10 000 abonnés. Il a vivement critiqué les autorités russes et personnellement Ramzan Kadyrov. Il a publié 30 vidéos sur sa chaîne. L’audience des vidéos d'Oumarov variait entre 100 000 et 500 000 vues.
En 2020, il a déclaré que depuis 2017, il coopérait avec les services spéciaux ukrainiens, en particulier, il avait averti Igor Mosiychuk et Adam Osmayev que la Tchétchénie avait donné l'ordre de les tuer. Il a été le principal témoin dans les affaires de l'attaque contre Amina Okuyeva et son mari Adam Osmayev (le 30 octobre 2017, des inconnus ont tiré sur leur voiture près de Kiev : Okuyeva a été tuée, Osmayev a été blessé) et de l'attaque terroriste sous le bâtiment de la chaîne de télévision Espresso (25 octobre 2017).
Il a déclaré que l'opération visant à démasquer les tueurs russes, à laquelle il avait consenti sur l'insistance du SBU, avait été interrompue après l'arrivée au pouvoir de Volodymyr Zelensky et d'Ivan Bakanov.

### Assassinat
Il a été abattu d'une balle dans la tête dans la banlieue de Vienne, près du centre commercial G3, à 19h30 le samedi 4 juillet 2020,.
Quelques heures après la découverte du corps d'Oumarov à Vienne, la police a lancé une opération contre le suspect du meurtre : il n'a montré aucune résistance lors de son arrestation,. Le suspect était un Tchétchène de 48 ans, Sarali Akhtaev, qui a déménagé en Europe en 2002. Le sang d'Oumarov a été retrouvé sur les semelles des chaussures d'Akhtaev.